# Рустау
Рустау (осет. Рустау, груз. რუსთავი — Рустави) — село в Закавказье, расположено в Цхинвальском районе Южной Осетии, фактически контролирующей село; согласно юрисдикции Грузии — в Горийском муниципалитете.
Село находится на крайнем северо-западе Цхинвальского района к западу от села Зар на Зарской дороге, соединяющей Знаур с Цхинвалом.

## Население
Население села представлено осетинами. По данным 1987 года в селе проживало 180 человек. По переписи населения 2015 года — 202 человека.

## Топографические карты
- Лист карты K-38-64 Цхинвали. Масштаб: 1 : 100 000. Состояние местности на 1987 год. Издание 1989 г.